# Dendrobiella leechi
Dendrobiella leechi is een keversoort uit de familie boorkevers (Bostrichidae). De wetenschappelijke naam van de soort is voor het eerst geldig gepubliceerd in 1960 door Vrydagh.